# EC 1.7.3
La EC 1.7.3 è una sotto-sottoclasse della classificazione EC relativa agli enzimi. Si tratta di una sottoclasse delle ossidoreduttasi che include enzimi che utilizzano composti dell'azoto come donatori di elettroni ed ossigeno come accettore.

## Enzimi appartenenti alla sotto-sottoclasse
| numero EC  | nome accettato                 |
| ---------- | ------------------------------ |
| EC 1.7.3.1 | nitroetano ossidasi            |
| EC 1.7.3.2 | acetilindossil ossidasi        |
| EC 1.7.3.3 | urato ossidasi                 |
| EC 1.7.3.4 | idrossilammina ossidasi        |
| EC 1.7.3.5 | 3-aci-nitropropanoato ossidasi |